# Campeonato Português da Primeira Divisão de Hóquei em Campo Feminino (9x9) de 2016-17
O Campeonato Português da Primeira Divisão de Hóquei em Campo Feminino de 2016/2017 foi a 18ª edição, competição organizada pela Federação Portuguesa de Hóquei, É disputada por 11 equipas, em duas fases. A Lisbon Casuals Hockey Club conquistou o seu 2º Título.

## Apuramento Campeão
|    | Apuramento Campeão   | J | V | E | D | GM | GS | Dif. | Pts |
| -- | -------------------- | - | - | - | - | -- | -- | ---- | --- |
| 1. | Lisbon Casuals HC SF | 4 | 2 | 2 | 0 | 7  | 5  | +2   | 8   |
| 2. | GD Viso SF           | 4 | 1 | 2 | 1 | 7  | 7  | 0    | 5   |
| 3. | CF Benfica SF        | 4 | 0 | 2 | 2 | 5  | 7  | -2   | 2   |

Fase Final CNHC SF 2016/17: Local: Sintético de Hóquei de Santa Maria de Lamas de 6 a 7 Maio 2017.

## Calendário
|                      | LCHC | GDV | CFB |
| Lisbon Casuals HC SF |      | 1-1 | 2-2 |
| GD Viso SF           | 2-3  |     | 3-2 |
| CF Benfica SF        | 0-1  | 1-1 |     |

## Prémios Individuais
Melhor Marcadora - Mónica Sousa (GDV)
Melhor Guarda Redes - Andreia Rebelo (LCHC)
Melhor Jogadora - Ana Nogueira (GDV)

### Melhores Marcadores
| Pos. | Nome           | Equipa                        | Golos                             |
| ---- | -------------- | ----------------------------- | --------------------------------- |
| 1    | Mónica Sousa   | GD Viso                       | Golos FA - 24 Pontos FF (x2) - 32 |
| 2    | Maria Leitão   | Lisbon Casuals HC/Atlético CP | Golos FA - 13 Pontos FF (x2) - 13 |
| 3    | Miriam Freitas | CF Benfica                    | Golos FA - 10 Pontos FF (x2) - 10 |

## Classificação Zona Norte
|    | Clasificação Zona Norte 2016-2017 | J | V | E | D | GM | GS  | Dif. | Pts |
| -- | --------------------------------- | - | - | - | - | -- | --- | ---- | --- |
| 1. | GD Viso SF                        | 8 | 8 | 0 | 0 | 50 | 8   | +42  | 24  |
| 2. | AD Lousada S15                    | 8 | 6 | 0 | 2 | 64 | 15  | +49  | 18  |
| 3. | AA Espinho S15                    | 8 | 4 | 0 | 4 | 43 | 28  | +17  | 12  |
| 4. | Juventude HC S15                  | 8 | 2 | 0 | 6 | 32 | 37  | -5   | 6   |
| 5. | GD Viso S15                       | 8 | 0 | 0 | 8 | 2  | 105 | -103 | 0   |

## Calendário
|                  | GDV  | ADL  | AAE  | JHC  | V15  |
| GD Viso SF       |      | 7-0  | 3-1  | 1-0  | 8-0  |
| AD Lousada S15   | 3-4  |      | 8-0  | 6-1  | 19-0 |
| AA Espinho S15   | 3-4  | 2-6  |      | 6-4  | 9-0  |
| Juventude HC S15 | 0-9  | 1-8  | 1-6  |      | 14-0 |
| GD Viso S15      | 1-14 | 0-14 | 0-16 | 1-11 |      |

### Melhores Marcadores Zona Norte
| Pos. | Nome          | Equipa         | Golos |
| ---- | ------------- | -------------- | ----- |
| 1    | José Barros   | AD Lousada S15 | 25    |
| 2    | Mónica Sousa  | GD Viso SF     | 24    |
| 3    | Rodrigo Gomes | AA Espinho S15 | 12    |

## Classificação Zona Sul
|    | Clasificação Zona Sul 2016-2017 | J | V | E | D | GM | GS | Dif. | Pts |
| -- | ------------------------------- | - | - | - | - | -- | -- | ---- | --- |
| 1. | CF Benfica S15                  | 8 | 7 | 1 | 0 | 44 | 7  | +37  | 22  |
| 2. | Lisbon Casuals HC SF            | 8 | 6 | 0 | 2 | 32 | 13 | +19  | 18  |
| 3. | CF Benfica SF                   | 8 | 3 | 1 | 4 | 22 | 17 | +5   | 10  |
| 4. | Casa Pia AC S15                 | 8 | 3 | 0 | 5 | 32 | 25 | +7   | 9   |
| 5. | Lisbon Casuals HC S15           | 8 | 0 | 0 | 8 | 3  | 77 | -74  | 0   |
| 6. | Atlético CP SF                  | 3 | 1 | 0 | 2 | 15 | 09 | 6    | 0   |

## Calendário
|                       | CFB 15 | LCHC SF | CFB SF | CPAC 15 | LCHC 15 | ACP SF |
| CF Benfica S15        |        | 4-0     | 4-2    | 3-1     | 19-0    | 3-1*   |
| Lisbon Casuals HC SF  | 1-3    |         | 4-2    | 6-0     | 3-2     | *      |
| CF Benfica SF         | 1-1    | 0-4     |        | 2-4     | 2-0     | *      |
| Casa Pia AC S15       | 1-4    | 1-2     | 0-5    |         | 6-0     | *      |
| Lisbon Casuals HC S15 | 0-3    | 1-12    | 0-8    | 0-13    |         | 0-11*  |
| Atlético CP SF        | *      | Nr.05*  | *      | 3-6*    | *       |        |

- De acordo com o exposto no Comunicado de Disciplina nr. 05 de 2016-17

### Melhores Marcadores Zona Sul
| Pos. | Nome                | Equipa                   | Golos |
| ---- | ------------------- | ------------------------ | ----- |
| 1    | Maria Leitão        | Atlético CP SF e LCHC SF | 13    |
| 2    | Guilherme Fernandes | CF Benfica S15           | 11    |
| 3    | Daniela Nunes       | CF Benfica S15           | 7     |
| 3    | Miriam Freitas      | CF Benfica SF            | 7     |